# Arosio (Tessin)
Pour les articles homonymes, voir Arosio.
Arosio est une localité et une ancienne commune suisse du canton du Tessin. Celle-ci a fusionné en 2005 dans la commune d'Alto Malcantone.

Photo aérienne prise à 1500 m par Walter Mittelholzer (1919)

## Monuments et curiosités
En face du cimetière se dresse l'église paroissiale San Michele qui fut construite entre 1640 et 1647 en intégrant un édifice du XIVe s. Le porche au sud est du XVIIIe s. L'église comprend une nef, deux chapelles latérales ornées de stucs et un chœur carré autrefois voûté. Sur les parois de la nef et du chœur sont peintes des fresques datant du début du XVIe s. peintes par Antonio da Tradate et son atelier, ainsi que des fragments de fresques remontant au XIVe s.